# Genival Lacerda
Pour les articles homonymes, voir Lacerda.
Genival Lacerda est un chanteur brésilien du genre forró né à Campina Grande (Paraíba) le 5 avril 1931,, et mort le 7 janvier 2021.
Severina Xique-Xique, Radinho de Pilha et O Chevette da Menina sont ses chansons les plus connues.